# Claudia Cunill Rodriguez
Claudia Cunill Rodriguez   (el Pas de la Casa, 15 de maig de 1996), també coneguda com a Clau Bunny, és una creadora de contingut digital i política andorrana. Actualment, és la tiktoker més popular del país, amb més de 30.000 seguidors a la plataforma.

## Trajectòria
Va estudiar l'educació secundària a les Borges del Camp, es va graduar amb un bàtxelor en Relacions Internacionals i va fer tot seguit un màster d'Administració d'Empreses a Barcelona. Durant l'etapa universitària, va estudiar a Suïssa i Tailàndia. A més de dedicar-se a la creació de contingut digital, treballa en una immobiliària familiar.
El 2021, va obrir-se compte a TikTok. Com a creadora de contingut digital, se centra en la història i la cultura del seu país. Alguns dels temes més virals que ha tractat són la llengua i els impostos. A més, ensenya els viatges que fa i alguns dels seus àpats, en un vessant més foodie. D'altra banda, ha donat visibilitat a situacions com la desatenció d'un noi que pateix esquizofrènia paranoide, en suport a la mare, el robatori de tabac a la policia per part de contrabandistes, el difícil accés de l'habitatge a Andorra per als nacionals i les festes privades esporàdiques dels residents estrangers, que causen tensió amb els locals. Així doncs, progressivament ha passat de parlar de temes més banals com curiositats d'Andorra a abordar qüestions de caràcter social i polític, tot i rebre amenaces i insults per part d'alguns compatriotes.
El maig del 2023, va participar en una jornada sobre assetjament escolar organitzada per l'Associació en Defensa del Jovent en Risc i la Creu Roja. El mateix mes, va estrenar el pòdcast Tertuliand, en el qual exposa i discuteix notícies que afecten Andorra. El desembre d'aquell any, va participar en L'Aferrada, una trobada de creadors de contingut digital en català a Palma. El 2024, va ser nominada al premi AMIC-Tresdeu al millor creador/a de contingut de conscienciació social. Aquell mateix any, va concursar en el programa de TV3 El tros, presentat per Anna Simon, juntament amb Gerard Querol, Judit Cánovas i Albert Delgado, entre d'altres. El 2025, va participar com a concursant en la 13a edició del programa espanyol de cuina MasterChef.
El novembre del 2023, es va anunciar que formava part de la candidatura Avancem del Partit Socialdemòcrata i candidats independents, concretament com a quarta de la llista per a les eleccions comunals andorranes del 17 de desembre a la parròquia d'Encamp. Hi va ser incorporada a petició del Partit Socialdemòcrata, al qual havia estat afiliada anteriorment. A l'inici del 2024, va entrar a militar a la Joventut Socialdemòcrata d'Andorra (JSA), de la qual el novembre del mateix any seria elegida coordinadora. De fet, considera Pere Baró (el president del partit) un referent dins del panorama polític andorrà. Ideològicament, Cunill es defineix com a feminista. La seva màxima aspiració en l'àmbit polític és convertir-se en la primera dona Cap de Govern d'Andorra. A més, ha mostrat preocupació pel creixent preu de l'habitatge andorrà. En aquesta línia, el 2024 es va posicionar obertament en contra del youtuber espanyol TheGrefg per voler desnonar una resident octogenària d'una propietat que tenia a Andorra. Segons va relatar Cunill a Ràdio Nacional d'Andorra, arran de la crítica va rebre amenaces d'alguns fans del youtuber, algunes marcadament grassòfobes, que asseguraven que li tallarien el cable del wifi. Quan això es va produir amb unes alicates, ella va fer pública la seva sospita, però va desestimar de denunciar el cas a la policia per falta de proves materials.

## Vida personal
Residia al Pas de la Casa fins al 2024, quan es va haver de mudar a l'Ospitalet (França) per la pujada del preu de l'habitatge a Andorra. Durant l'etapa escolar, quan tenia entre vuit i nou anys, va ser assetjada per companys de classe. És bisexual. Va sortir amb Sergi Mata, un artista de música urbana català conegut com a 94Rules, a partir del 2019. En el temps de lleure, li agrada escoltar música urbana i practicar esquí. La seva estètica està fortament inspirada per Karol G, Bad Gyal i Rosalia.